# Eugenia Charles
Eugenia Charles (ur. 15 maja 1919 w Pointe Michel, zm. 7 września 2005 w Fort-de-France, Martynika) – działaczka polityczna karaibskiego państwa Dominika.

## Życiorys
Potomkini niewolników. Sukces jej ojca jako eksportera owoców i bankiera pozwolił jej zdobyć solidne wykształcenie. Po ukończeniu na Dominice szkoły średniej, studiowała University of Toronto i London School of Economics. W 1949 roku powróciła do kraju i rozpoczęła prawniczą karierę. Polityczna aktywność Charles rozpoczęła się pod koniec lat 60. Objęła przewodnictwo w prawicowej Partii Wolności Dominiki. W kolejnych latach pełniła funkcję parlamentarzysty i lidera opozycji. W 1980 roku po sukcesie wyborczym Partii Wolności została premierem. Sprawowała jednocześnie urząd ministra spraw zagranicznych i finansów. Walczyła z korupcją i próbowała ograniczyć uchylanie się od płacenie podatków. W polityce zagranicznej utrzymywała bliskie relacje ze Stanami Zjednoczonymi i wsparła inwazję tego kraju na Grenadę w 1983 roku. Reelekcję zyskała w 1985 i 1990 roku. Po wyborczej porażce w 1995 roku wznowiła praktykę prawniczą.
W 1991 roku przyznano jej Order Imperium Brytyjskiego II klasy (DBA).